# 王同岳镇
王同岳镇，原为王同岳乡，是中华人民共和国河北省衡水市饶阳县下辖的一个乡镇级行政单位。2018年12月撤乡设镇。区划代码改为131124104。

## 行政区划
王同岳镇下辖以下地区：
崔池村、杨池村、王庄村、圣水村、辛庄村、寨子村、崔口村、杨口村、张口村、段口村、王同岳村、路同岳村、徐同岳村、葛同岳村、杨君道村、横头村、南京堂村、刘苑村、范苑村、张苑村、程各庄村、引各庄村、单铺村、一致合村、北京堂村、马庄村、马长屯村和李家庄村。